# Indian Head, Maryland
Indian Head är en ort i Charles County i delstaten Maryland, USA.